# Raisa Smetanina

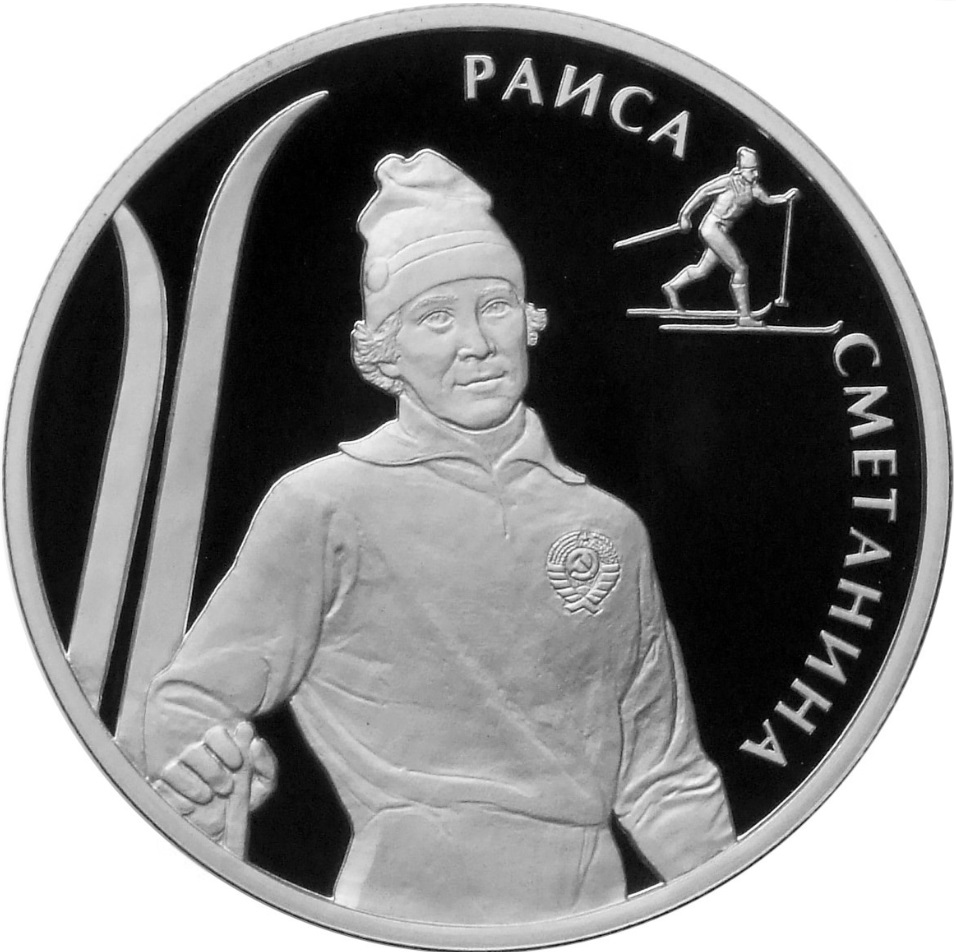
Raisa Smetanina

Raisa Petrovna Smetanina (Russisch: Раиса Петровна Сметанина) (Mochtsja (Komi), 29 februari 1952) is een Russische oud-langlaufster die tien olympische medailles won, waarvan vier gouden, vijf zilveren en een van brons. Daarmee staat ze elfde op de lijst van succesvolste medaillewinnaars op de Olympische Winterspelen aller tijden.
Smetanina was de eerste vrouw met tien olympische medailles op de Winterspelen. Ten tijde van haar laatste medaille was ze de oudste vrouw (39) die ooit een olympische titel won. Smetanina pakte zowel op haar eerste als haar vijfde (en laatste) olympische toernooi de titel op de 4 x 5 kilometer. Viermaal kwam ze uit onder de vlag van de Sovjet-Unie, eenmaal nam ze deel als lid van het gezamenlijk team.

## Wereldkampioenschappen
Smetanina won tussen 1974 en 1991 vier gouden, vier zilveren en vier bronzen medailles op de Wereldkampioenschappen langlaufen. De helft van haar totale oogst dankte ze aan de 4x 5 km, waarop ze drie wereldtitels pakte.

## Olympische resultaten
| Discipline | 1976   | 1980   | 1984   | 1988   | 1992 |
| ---------- | ------ | ------ | ------ | ------ | ---- |
| 5 km       | Zilver | Goud   |        |        |      |
| 10 km      | Goud   |        | Zilver | Zilver |      |
| 20 km      |        |        | Zilver | Brons  |      |
| 4x 5 km    | Goud   | Zilver |        |        | Goud |

1964: Klavdija Bojarskich ·
1968: Toini Gustafsson ·
1972: Galina Koelakova ·
1976: Helena Takalo ·
1980: Raisa Smetanina ·
1984: Marja-Liisa Hämäläinen ·
1988: Marjo Matikainen ·
1992: Marjut Lukkarinen ·
1994: Ljoebov Jegorova ·
1998: Larisa Lazoetina
1952: Lydia Wideman ·
1956: Ljoebov Kosireva ·
1960: Maria Goesakova ·
1964: Klavdija Bojarskich ·
1968: Toini Gustafsson ·
1972: Galina Koelakova ·
1976: Raisa Smetanina ·
1980: Barbara Petzold ·
1984: Marja-Liisa Hämäläinen ·
1988: Vida Vencienė ·
1992: Ljoebov Jegorova ·
1994: Ljoebov Jegorova ·
1998: Larisa Lazoetina ·
2002: Bente Skari ·
2006: Kristina Šmigun ·
2010: Charlotte Kalla ·
2014: Justyna Kowalczyk ·
2018: Ragnhild Haga ·
2022: Therese Johaug
1956: Polkunen, Hietamies, Rantanen ·
1960: Johansson, Strandberg, Ruthström ·
1964: Koltsjina, Meksjilo, Bojarskich ·
1968: Aufles, Enger-Damon, Mørdre ·
1972: Moechatsjeva, Oljoenina, Koelakova ·
1976: Baldytsjeva, Amosova, Smetanina, Koelakova ·
1980: Rostock, Anding, Hesse-Schmidt, Petzold ·
1984: Nybråten, Jahren, Pettersen, Aunli ·
1988: Nagejkina, Gavriljoek, Tichonova, Reztsova ·
1992: Jegorova, Välbe, Smetanina, Lazoetina ·
1994: Jegorova, Välbe, Gavriljoek, Lazoetina ·
1998: Lazoetina, Danilova, Gavriljoek, Välbe ·
2002: Henkel, Bauer, Künzel, Sachenbacher ·
2006: Baranova, Koerkina, Tsjepalova, Medvedeva ·
2010: Skofterud, Johaug, Steira, Bjørgen ·
2014: Ingemarsdotter, Wikén, Haag, Kalla ·
2018: Østberg, Jacobsen, Haga, Bjørgen ·
2022: Stoepak, Neprjajeva, Sorina, Stepanova